# Чвінамуль
Чвінамуль (кор. 취나물) — ароматні листові овочі із серцеподібними зубчастими листками, які ростуть в горах і на полях Кореї. Слово chwinamul у його прямому значенні стосується лише чамчві (참취 ), що дослівно перекладається як «справжня чві». Однак у Кореї існує близько сотні різновидів чвінамулю, які природно ростуть, включаючи шістдесят їстівних видів. Серед них комчві (곰취), кемічві (개미취, «Астра Татарінова»), мійокчві (미역취, «золотушник звичайний»), сірічві (수리취), матари (마타리), і каксічві (각시취, «сосюрея») — найбільш вживані сорти.

## Галерея

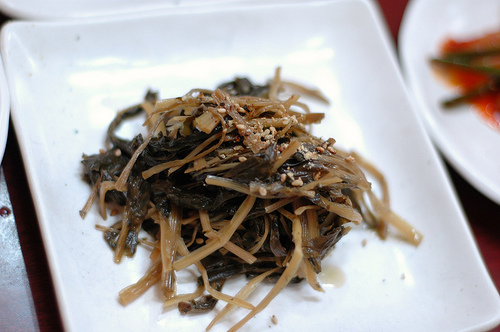
Смажене шамчві
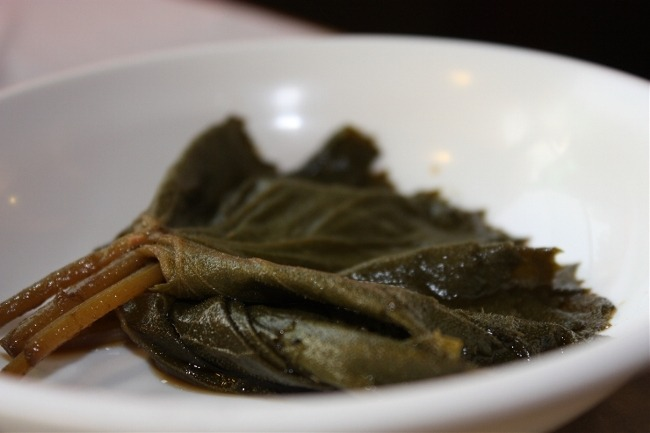
Мариноване комчві